# Thymus cariensis
Thymus cariensis là một loài thực vật có hoa trong họ Hoa môi. Loài này được Hub.-Mor. & Jalas miêu tả khoa học đầu tiên năm 1980.